# Guldbergsgade
Guldbergsgade er en gade på Nørrebro i København, der går i en kurve fra Sankt Hans Torv til Tagensvej. Undervejs passerer den Mosaisk Nordre Begravelsesplads og De Gamles By. Ved den nordlige del ligger Guldbergs Plads, der efter en renovering i 2015 huser en landskabeligt udformet legeplads.
Gaden hed tidligere Barkmøllevej efter Garvernes barkmølle, der lå ved gaden ved Sankt Hans Torv. Gaden fik sit nuværende navn i 1858 efter forfatter og professor Frederik Høegh-Guldberg. Guldberg opførte en villa ved gaden i begyndelsen af 1800-tallet, mens han var lærer på det nærliggende Blågård Seminarium.

## Bygninger og beboere
I nr. 29F ligger Empire Bio i en tidligere industribygning. Den blev ombygget til sit nuværende formål af arkitektfirmaet CEBRA. KEA - Københavns Erhversakademis Guldbergsgade-campus, også kendt som Empire Campus, ligger ved siden af biografen på en grund mellem Guldbergsgade, Mimersgade, Nørrebrogade og Peter Fabers Gade. Det blev etableret i 2011-2013 og har delvist til huse i et kompleks af gamle industribygninger, der blev ombygget til deres nuværende formål af Bertelsen & Scheving Arkitekter.
Ved siden af biografen ligger også den 1.000 m² store italienske restaurant og delikatesseforretning Bæst. Den drives af kokken Christian Puglisi, der også står bag Restaurant Relæ i den nærliggende Jægersborggade.
Karreen Guldbergsgade 72-82/Sjællandsgade/Fensmarksgade/Tibirkegade er fra 1921 og blev opført efter tegninger af Axel Preisler.
Folkeskolen Guldberg Skole ligger trods navnet ikke ved Guldbergsgade men lidt derfra ved Sjællandsgade om end med adressen Stevnsgade 38. I september 2011 indviedes en ny plads foran skolen med det uofficielle navn Guldberg Byplads.

## Andet
Guldbergsgade har været genstand for trafiksanering, men lukningen af Nørrebrogade for biler har øget trafikken i mange sidegader, og yderligere initiativer er derfor planlagt i 2016.
I 2015 sendte DR1 dokumentaren Marta og Guldsaksen, der fulgte livet hos og omkring en frisør i Guldbergsgade 59.